# Edmundo González Urrutia
Edmundo González Urrutia (La Victoria, 29 agosto 1949) è un politico, diplomatico e politologo venezuelano. Ambasciatore del Venezuela in Algeria tra il 1991 e il 1993, e in Argentina tra il 1998 e il 2002, González Urrutia è stato uno dei mediatori per l'incorporazione del Venezuela nel Mercosur.
Il 19 aprile 2024, è stato scelto all'unanimità come candidato presidenziale per la coalizione politica Piattaforma Unitaria alle elezioni presidenziali del 2024.
È stato riconosciuto come presidente eletto del Venezuela da Argentina, Costa Rica, Ecuador, Stati Uniti, Panama, Perù e Uruguay, nonostante le elezioni, ritenute fraudolente da vari osservatori internazionali, abbiano dichiarato vincitore il presidente uscente Nicolás Maduro.

## Biografia
González è nato a La Victoria, nello stato di Aragua, nel 1949 da un'insegnante e un negoziante. Il bisnonno di González, Wenceslao Urrutia, fu ministro degli esteri del Venezuela durante la presidenza di Julián Castro nel 1858. Nonostante il parere contrario dei genitori, ha conseguito una laurea in studi internazionali presso l'Università Centrale del Venezuela e un Master of Arts in relazioni internazionali presso l'American University nel 1981.

### Carriera diplomatica
Ha iniziato la sua carriera diplomatica lavorando presso il Ministero degli affari esteri del Venezuela, prestando servizio in El Salvador e in Belgio, prima di essere nominato primo segretario per l'ambasciatore venezuelano negli Stati Uniti, nel 1978.
Dal 1991 al 1993, González ha ha ricoperto il ruolo di ambasciatore del Venezuela in Algeria. Dal 1994 al 1999 è stato direttore generale della politica internazionale presso il Ministero degli affari esteri. Nel 1998, ha ricevuto le credenziali dal governo di Rafael Caldera per servire come ambasciatore in Argentina. Durante il mandato ha promosso l'ingresso del Venezuela nel Mercosur. Successivamente è stato confermato dal governo di Hugo Chávez, continuando a lavorare in Argentina fino al 2002.
González Urrutia ha avuto una lunga carriera sia nella diplomazia che nel campo accademico e della ricerca. Ricopre un ruolo attivo nell'Istituto di studi parlamentari Fermín Toro come direttore supplente e coordinatore del Gruppo di lavoro di monitoraggio del sistema internazionale, collaborando con rinomati avvocati e politici del Venezuela.

### Carriera politica
Tra il 2013 e il 2015 è stato il rappresentante internazionale della coalizione di opposizione della Unità Nazionale (MUD), nonché presidente della stessa.

#### Candidatura alle presidenziali del 2024
Edmundo González è stato il terzo candidato della coalizione di opposizione Piattaforma Unitaria, dopo che alla prima candidata, María Corina Machado, è stato revocato il diritto di candidarsi, e alla seconda candidata, Corina Yoris, è stata rifiutata l'iscrizione per la candidatura.
Al momento della sua nomina, González era piuttosto sconosciuto in Venezuela e, secondo le sue stesse dichiarazioni, non mirava a questo incarico. Il 26 marzo 2024, il Consiglio nazionale elettorale (CNE) ha confermato che González era idoneo per candidarsi alle elezioni presidenziali del 2024.
Il 19 aprile, durante una riunione della Piattaforma Unitaria, Edmundo González è stato proclamato all'unanimità come candidato ufficiale dell'alleanza politica, con il sostegno di Machado, Yoris e Manuel Rosales, che inizialmente si era presentato come possibile candidato.

#### Riconoscimento della vittoria elettorale
Al termine del voto, il presidente del CNE, Elvis Amoroso, ha annunciato la vittoria di Nicolás Maduro con il 51,2% dei voti contro il 44,2% ottenuto da Edmundo González Urrutia, sebbene il conteggio definitivo di tutti i voti non fosse ancora stato completato. Questo risultato è stato riconosciuto da Russia, Cina e paesi alleati del governo come Cuba, Nicaragua, Honduras e Bolivia.
Tuttavia, l'opposizione ha denunciato gravi brogli elettorali e ha reso disponibili risultati consultabili, suddivisi per seggio, che indicano una vittoria di González con ampio margine. In mezzo alle proteste, ormai scoppiate a livello nazionale, il 2 agosto, il CNE ha convalidato la vittoria di Maduro con il 52% dei voti, ma senza pubblicare il conteggio esatto dei voti né i verbali dei seggi elettorali. Il CNE ha giustificato questa mancata pubblicazione dichiarando di essere stato vittima di un attacco informatico.
Il 30 luglio il Perù è stato il primo paese a riconoscere González come presidente eletto del Venezuela. Il 1° agosto il segretario di Stato degli Stati Uniti, Antony Blinken, ha dichiarato che c'erano "prove schiaccianti" a favore della vittoria di González alle elezioni presidenziali. Il 2 agosto l'Argentina è diventata il terzo paese a riconoscere González come presidente, mentre il ministro degli esteri uruguaiano, Omar Paganini, ha affermato che vi era una "quantità schiacciante di informazioni" tali da considerare González il vincitore delle elezioni. Nello stesso giorno, anche la Costa Rica ha riconosciuto la sua vittoria contro Nicolás Maduro. Il 4 agosto Ecuador e Panama hanno riconosciuto la vittoria di Edmundo González.
Il 2 settembre è stato emesso un mandato di arresto per González per i presunti crimini di "usurpazione di funzioni, falsificazione di documenti pubblici, istigazione a disobbedire alla legge, cospirazione e associazione". Dopo le elezioni, González ha cercato rifugio segretamente nell'ambasciata dei Paesi Bassi a Caracas fino al 5 settembre, dopodiché ha trascorso diversi giorni nell'ambasciata spagnola a Caracas e gli è stato concesso asilo politico nel paese iberico, partendo con la moglie su un volo delle forze armate spagnole il 7 settembre 2024 con destinazione Madrid, città nella quale vive una delle due sue figlie.

### Posizioni e idee politiche
Le opinioni politiche di González sono state descritte come centriste e lui come un "diplomatico che si basa sul consenso".

#### Atteggiamento verso Maduro
González è stato apolitico durante il suo servizio diplomatico, lavorando per il socialista Hugo Chávez e il socialdemocratico Carlos Andrés Pérez. Sebbene abbia criticato le amministrazioni di Chávez e Maduro, il suo approccio è stato descritto come conciliatorio. Mentre l'ex candidata presidenziale María Corina Machado ha condannato duramente il governo Maduro, accusandolo di violazioni dei diritti umani, González ha invece ripetutamente appoggiato i colloqui con Maduro.

## Vita privata
González è sposato con Mercedes López de González e ha due figlie e quattro nipoti. Nel suo tempo libero si prende cura dei pappagalli selvatici (chiamati guacamayas, che secondo i cittadini mostrano un'affezione simile a quella di un animale domestico) e le sue passioni sono il baseball, le grigliate in famiglia e la lettura.